# Prymors'ke (Raión de Kiliya)
Prymors'ke  (ucraniano: Приморське) es una localidad del Raión de Izmail en el Óblast de Odesa de Ucrania. Según el censo de 2001, tiene una población de 1895 habitantes.